# Margarita Zavala

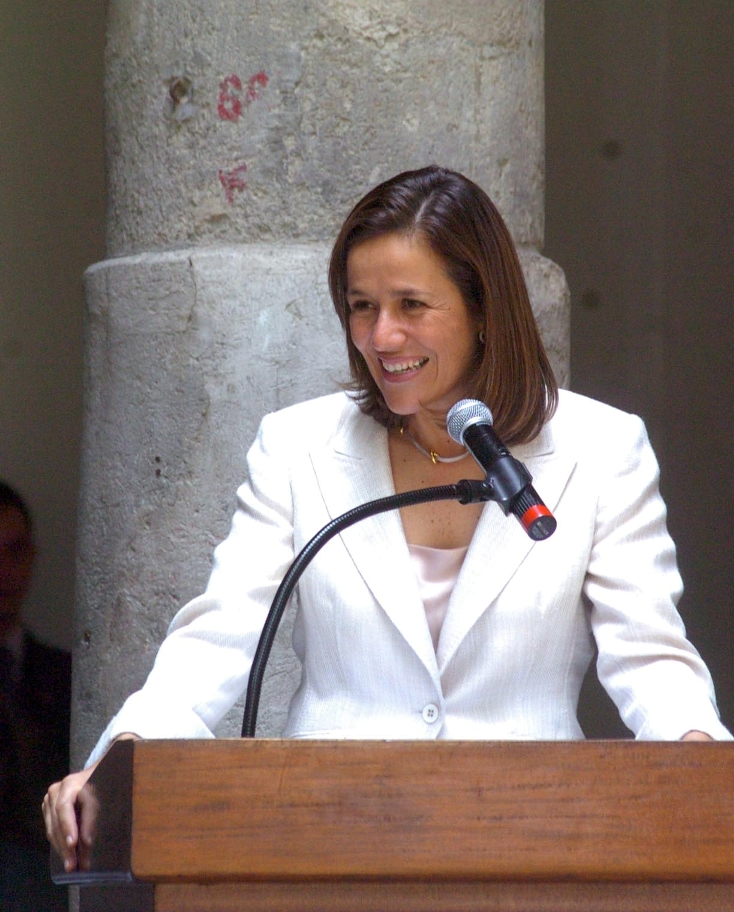
Margarita Zavala

Lic. Margarita Ester Zavala de Calderón, geboren Margarita Ester Zavala Gómez del Campo (Mexico-Stad, 25 juni 1967) is een Mexicaans advocate en politica. Ze is de echtgenote van Felipe Calderón, ex-president van Mexico.
Zavala is geboren in Mexico-Stad, maar heeft het grootste deel van haar jeugd in Brazilië gewoond, waardoor haar moedertaal Portugees is. In 1993 trouwde ze met Calderón. Calderón en Zavala hebben drie kinderen: María (1997), Luis Felipe (2000) en Juan Pablo (2003).
Van 2003 tot 2006 had ze voor de Nationale Actiepartij (PAN) zitting in de Kamer van Afgevaardigden. Tijdens de verkiezingscampagne van Calderón ontstond enige opschudding toen de Partij van de Democratische Revolutie (PRD) Calderón ervan beschuldigde een softwarebedrijf van Zavala's broer Juan Ignacio Zavala illegaal te hebben bevoordeeld toen Calderón minister van energie was.
Van 2006 tot 2012 was Zavala eerste dame van Mexico. In 2017 verliet Zavala de Nationale Actiepartij om onafhankelijk presidentskandidaat te worden. Een maand voor de verkiezingen van 2018 trok Zavala haar kandidatuur terug. In 2021 werd ze opnieuw lid van de PAN en werd ze namens die partij kandidaat in het kiesdistrict 10 van Mexico-Stad voor de Kamer van Afgevaardigden voor de verkiezingen van 2021.